# Wyoming County (West Virginia)
Wyoming County ist ein County im Bundesstaat West Virginia der Vereinigten Staaten. Der Verwaltungssitz (County Seat) ist Pineville. Das U.S. Census Bureau hat bei der Volkszählung 2020 eine Einwohnerzahl von 21.382 ermittelt.

## Geographie
Das County liegt im Süden von West Virginia und hat eine Fläche von 1300 Quadratkilometern, wovon zwei Quadratkilometer Wasserfläche sind. Es grenzt im Uhrzeigersinn an folgende Countys: Boone County, Raleigh County, Mercer County, McDowell County, Mingo County und Logan County.

## Geschichte
Wyoming County wurde am 26. Januar 1850 aus Teilen des Logan County gebildet. Benannt wurde es nach einem indianischen Ausdruck.

## Demografische Daten

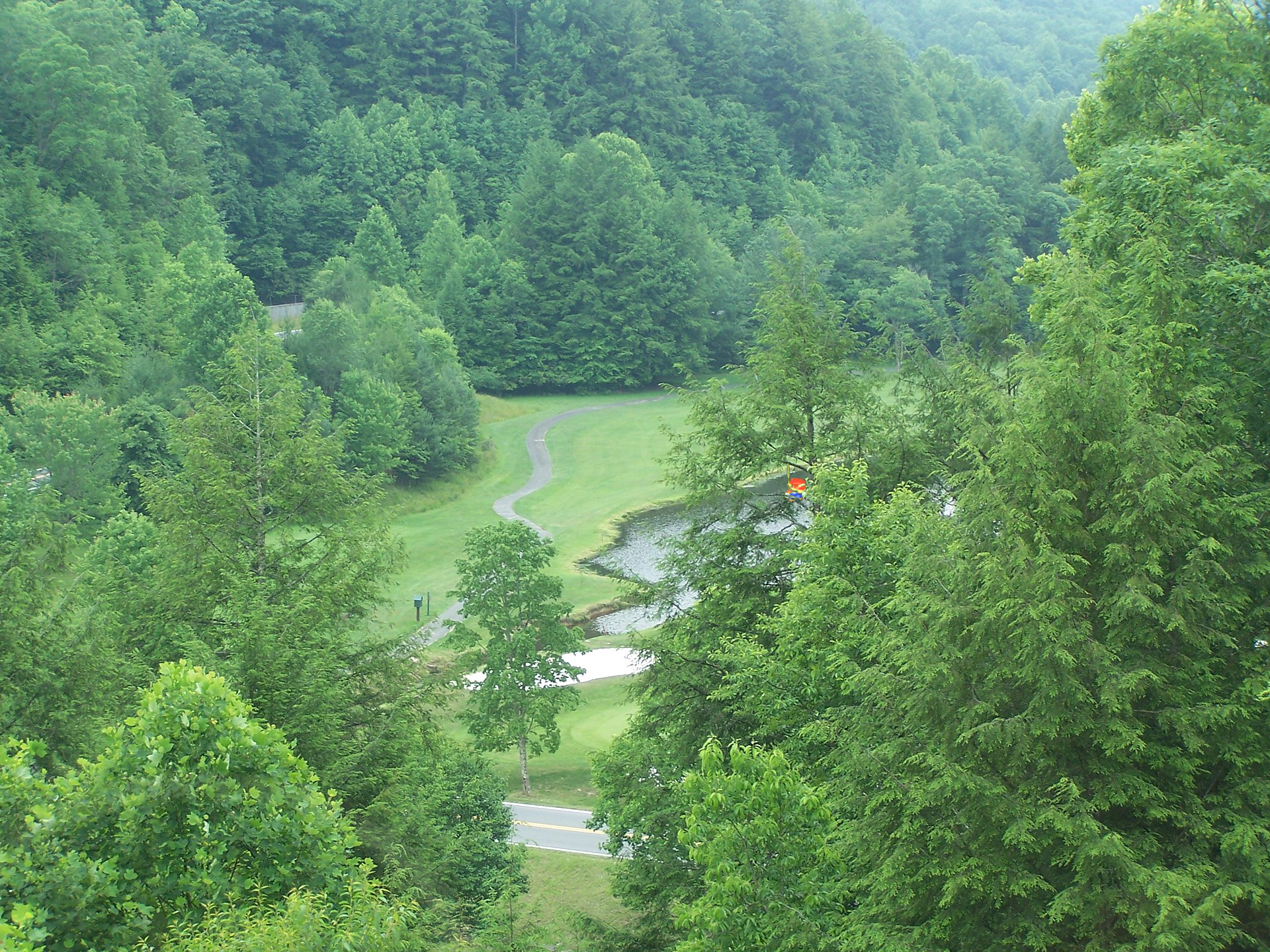
Der Twin Falls Resort State Park

Alterspyramide des Wyoming County

Nach der Volkszählung im Jahr 2000 lebten im Wyoming County 25.709 Menschen in 10.454 Haushalten und 7.704 Familien. Die Bevölkerungsdichte betrug 20 Einwohner pro Quadratkilometer. Ethnisch betrachtet setzte sich die Bevölkerung zusammen aus 98,59 Prozent Weißen, 0,63 Prozent Afroamerikanern, 0,12 Prozent amerikanischen Ureinwohnern, 0,08 Prozent Asiaten und 0,07 Prozent aus anderen ethnischen Gruppen; 0,51 Prozent stammten von zwei oder mehr Ethnien ab. 0,53 Prozent der Bevölkerung waren spanischer oder lateinamerikanischer Abstammung.
Von den 10.454 Haushalten hatten 31,0 Prozent Kinder und Jugendliche unter 18 Jahre, die bei ihnen lebten. 59,3 Prozent waren verheiratete, zusammenlebende Paare, 10,5 Prozent waren allein erziehende Mütter, 26,3 Prozent waren keine Familien, 24,4 Prozent waren Singlehaushalte und in 11,5 Prozent lebten Menschen im Alter von 65 Jahren oder darüber. Die Durchschnittshaushaltsgröße betrug 2,45 und die durchschnittliche Familiengröße lag bei 2,89 Personen.
Auf das gesamte County bezogen setzte sich die Bevölkerung zusammen aus 22,4 Prozent Einwohnern unter 18 Jahren, 8,7 Prozent zwischen 18 und 24 Jahren, 27,5 Prozent zwischen 25 und 44 Jahren, 27,4 Prozent zwischen 45 und 64 Jahren und 13,9 Prozent waren 65 Jahre alt oder darüber. Das Durchschnittsalter betrug 40 Jahre. Auf 100 weibliche Personen kamen 96,9 männliche Personen. Auf 100 Frauen im Alter von 18 Jahren oder darüber kamen statistisch 93,2 Männer.
Das jährliche Durchschnittseinkommen eines Haushalts betrug 23.932 USD, das Durchschnittseinkommen der Familien betrug 29.709 USD. Männer hatten ein Durchschnittseinkommen von 32.493 USD, Frauen 18.812 USD. Das Prokopfeinkommen betrug 14.220 USD. 20,2 Prozent der Familien und 25,1 Prozent der Bevölkerung lebten unterhalb der Armutsgrenze. Davon waren 36,9 Prozent Kinder oder Jugendliche unter 18 Jahre und 13,5 Prozent waren Menschen über 65 Jahre.